# Бжезіни (Білгорайський повіт)
Бжезіни (пол. Brzeziny) — село в Польщі, у гміні Юзефув Білґорайського повіту Люблінського воєводства.
Населення — 162 особи (2011).
У 1975-1998 роках село належало до Замойського воєводства.

## Демографія
Демографічна структура станом на 31 березня 2011 року:
|          | Загалом | Допрацездатний вік | Працездатний вік | Постпрацездатний вік |
| -------- | ------- | ------------------ | ---------------- | -------------------- |
| Чоловіки | 78      | 18                 | 49               | 11                   |
| Жінки    | 84      | 20                 | 49               | 15                   |
| Разом    | 162     | 38                 | 98               | 26                   |